# Tętnica piersiowa górna

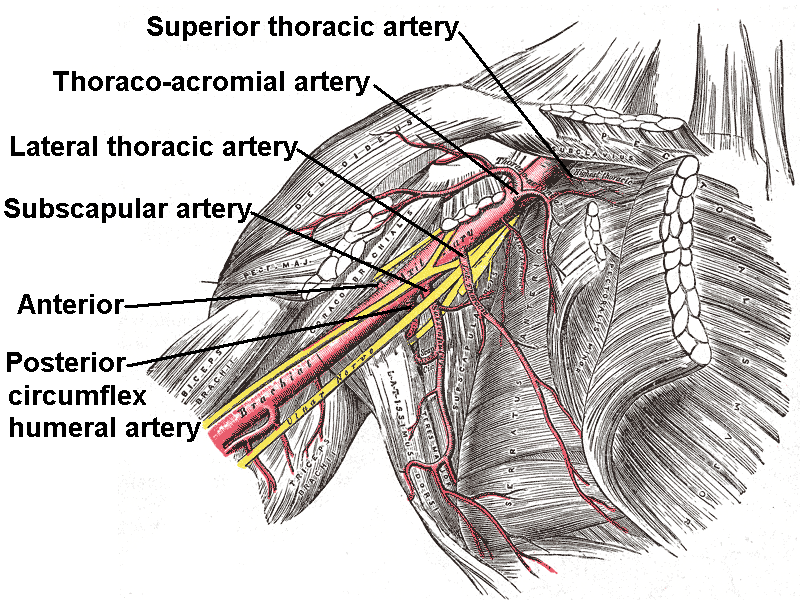
Tętnica piersiowa górna podpisana Superior thoracic artery

Tętnica piersiowa górna (łac. arteria thoracica superior), tętnica piersiowa najwyższa (arteria thoracica suprema) – w anatomii człowieka drobna i zmienna tętnica odchodząca od tętnicy pachowej lub od tętnicy piersiowo-barkowej powyżej mięśnia piersiowego mniejszego. Biegnie w dół i w kierunku przyśrodkowym pomiędzy mięśniem piersiowym mniejszym a mięśniem piersiowym większym. Unaczynia mięsień podobojczykowy, górne pasma mięśnia zębatego przedniego i pierwszą (najwyższą) przestrzeń międzyżebrową. Tworzy zespolenia z górnymi tętnicami międzyżebrowymi biorąc udział w tworzeniu sieci klatki piersiowej.